# 控訴院 (イングランド・ウェールズ)

イングランド及びウェールズの裁判所制度

控訴院（こうそいん、英語: The Court of Appeal）は、イギリスのイングランドおよびウェールズの司法制度の中で、連合王国最高裁判所に次いで第2の上級裁判所である。
控訴院は、民事部と刑事部の二つの部に分かれている。民事部を統括するのが記録長官であり、刑事部を統括するのがイングランド・ウェールズ首席判事である。控訴院のその他の終身の裁判官は、控訴院裁判官（Lords Justice of Appeal）と呼ばれる。高等法院から及び刑事事件における国王裁判所からの上訴事件の審理を行う（その他の裁判所・審判委員会からも控訴院に対する上訴権はある）。下級の裁判所からの上訴（控訴）、及び控訴院自身からの再上訴（上告）には許可が必要である。
通常、控訴院では3人の裁判官による合議体で上訴事件の審理を行い、多数決で判断を行う。上訴許可の申立ての審理は単独の控訴院裁判官が行うことができる。
控訴院に来る事件の量は最高裁判所に上るものよりも多いことから、記録長官はイングランドで最も影響力のある裁判官であると言われている。実際、近年の法の歴史の中で最も有名な裁判官であるデニング卿は長年にわたって記録長官を務め、コモン・ローの発展の上で重要な役割を果たした。

## 民事部
民事部は、記録長官が統括する。高等法院の判断に対する上訴のほとんど、州裁判所からの上訴の多く、及び次のような審判委員会 (tribunal) からの上訴を審理する。
- 雇用上訴審判委員会
- 土地審判委員会
- 亡命・移民審判委員会（3人の委員による判断がされた場合）

控訴院民事部は、1875年司法府法により控訴院として創設された（刑事事件の上訴は指定刑事事件裁判所 (Court for Crown Cases Reserved) で取り扱われた）。これは、衡平法控訴院、コモン・ローの控訴審裁判所、並びに枢密院の海事事件及び教会の事件に関する上訴管轄権を統合したものである。
控訴院民事部の判断に対する上訴（上告）は最高裁判所に対して行われ、上訴には控訴院または最高裁判所の許可が必要である。

## 刑事部
刑事部は、イングランド・ウェールズ首席判事が統括する。次の事件について管轄権を有する。
- 国王裁判所において、正式起訴によるトライアルを経て行われた有罪認定又は量刑に対する、被告人による上訴
- 法務長官による、1972年刑事司法法36条に基づく付託
  - 正式起訴手続での無罪判断に対し、法律問題に関して行われるもの
  - 不当に軽い量刑に対するもの
- 1996年刑事手続・捜査法54条に基づく、不正な無罪判断の破棄
- 国王裁判所で審理を受けた者への有罪認定又は量刑に関する、刑事事件審査委員会からの付託

### 上訴理由
控訴院は、かつて、三つの理由による上訴を許可する権限が与えられていた。
- 有罪が覆される可能性がある場合
- 法律問題の判断に誤りがある場合
- トライアル中に重大な手続違反があった場合

ただし、裁判所には、正義に反する行為があったとは認められないと判断した場合は、上訴を却下する裁量権が残されていた。1995年刑事事件上訴法が制定されてからは、有罪が覆される可能性があることが唯一の上訴理由となった。残り二つの上訴理由及び上記裁量権は、この包括的な基準に組み込まれることとなった
控訴院は、証人及びその他の証拠を召喚・要求する広汎な権限を有しており、原審で召喚された証人も再度呼び出すことができる。
諸外国では、陪審が誤った評決に至る可能性があるとして、無条件の上訴権を保障しているところが多いが、イングランド・ウェールズではそのような無条件の権利はない。

### 歴史
控訴院刑事部は、1848年に設立された指定刑事事件裁判所 (Court for Crown Cases Reserved) の後を引き継ぐものである。一審の裁判官は、更なる審査を要する法律問題があると考える場合は、同裁判所の判断を受ける事件を指定することができた。
1907年に、同裁判所に代えて刑事控訴院 (Court of Criminal Appeal) が創設された。これは、高等法院首席判事及び高等法院王座部の裁判官によって構成されていた。この当時は被告人には上訴権が与えられていた。1966年に刑事控訴院は現在の控訴院刑事部となった。

### 再上訴
控訴院刑事部からの上訴（上告）は、最高裁判所に行うことができる。そのような上訴は、控訴院刑事部または最高裁判所の許可が必要なのに加え、控訴院は、最高裁判所によって判断されるべき、社会的重要性を有する問題を照会 (certify) しなければならない。これは、控訴院が上訴（上告）の対象となる事件をコントロールできるということを意味する。
ただし、社会的重要性を有する問題についての照会は、必ずしも上訴の許可を与えることを意味しない。例えば、"powered water craft"が船舶 ("ship") に当たるか否かという問題に関するR v Goodwin事件では、控訴院は多くの法律問題の照会を行ったが、控訴院も最高裁判所も上訴の許可を与えなかった。